# Woelingen
Woelingen (Frans: Ollignies) is een dorp in de Belgische provincie Henegouwen en een deelgemeente van de Waalse stad Lessen. Tot 1 januari 1977 was het een zelfstandige gemeente.

## Demografische ontwikkeling
- Bronnen:NIS, Opm:1831 tot en met 1970=volkstellingen, 1976= inwoneraantal op 31 december

## Flora en Fauna
- Bois Bara, een ongeveer 100 ha groot bosgebied dat vlak bij het Akrenbos is gelegen.

## Geboren in Woelingen
- Louis Scutenaire (1905-1987), dichter en schrijver